# Retrowave
Retrowave, auch Synthwave, Outrun, oder Future Synth genannt, ist ein elektronisches Musikgenre.

## Stil

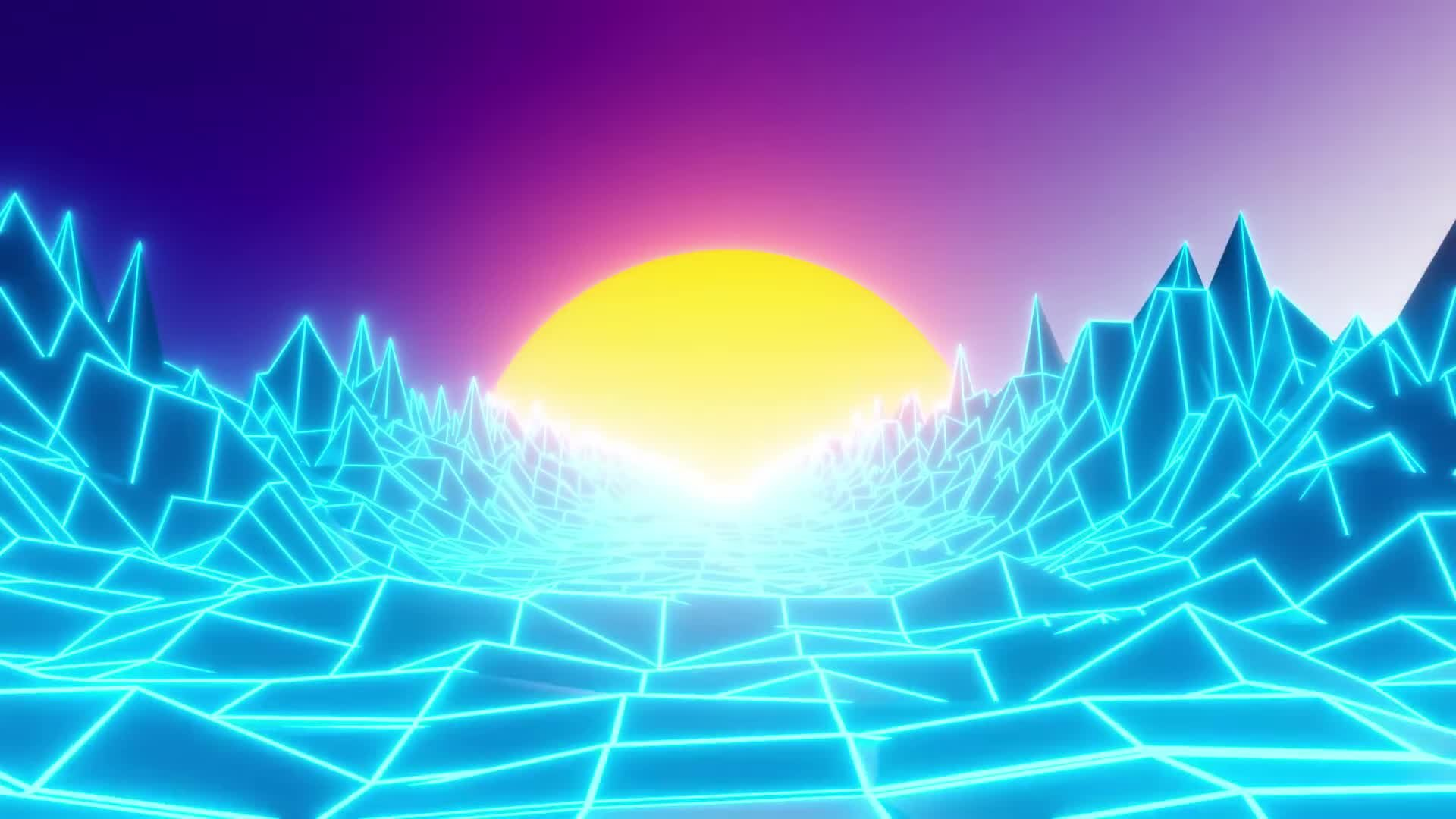
Ein Retrowave Visual mit typischen Elementen.

Retrowave wird durch viel verwendete, oft auch konstante Synthesizer-Sounds geprägt. Deutliche Drums und ein recht schnelles Tempo der Lieder (meist zwischen 80 und 118 BPM) zeichnen den Stil aus. Retrowave-Tracks verzichten meist auf Gesang. Die Ursprünge hat der Retrowave im Synthiepop der 1980er, dem Europop der frühen 2000er Jahre und in elektronischen Soundtrackarbeiten für Computerspiele, Filme und Serien, die in den 80er Jahren spielen. Retrowave ist ein stark im Internet verbreitetes Genre. Konzerte und Liveshows sind eher selten. Subgenres, die sich musikalisch unterscheiden, sind exemplarisch Darksynth und Spacewave. Politisch motivierte Subgenres sind die kommunistischen Stile Laborwave und Sovietwave und gegensätzlich der rechtsextreme Fashwave.
Retrowave gilt nicht nur als Musikstil, sondern wird teilweise auch als eigener, digitaler Kunststil gesehen. So sind spezifische visuelle Aufbereitungen konstanter Teil des Genres. Die meist digitalen Grafiken, auch Visuals genannt, sind oft im Stile der 80er Jahre gehalten und an der Popkultur dieser Zeit orientiert. Wiederkehrende Elemente sind Sonnenuntergangsgrafiken, Neongitter, Neonlichter, 80er-Jahre-Sportwagen, Drahtgitter-Vektorgrafiken, Pixelgrafiken, Videokassetten, Spielhallen und Einkaufszentren. 

## Künstler
Bekannte Genre-Vertreter sind The Midnight, Perturbator, Carpenter Brut, Timecop1983, Kavinsky, FM-84, Scandroid, Gunship und Miami Nights 1984.